# Kulturåret 1823

## Händelser
- okänt datum – Bokförlaget P. A. Norstedt & Söner registreras i Sverige.[1]
- okänt datum – Carl Maria von Webers opera Friskytten uppförs på Stockholmsoperan.

## Nya verk
- Han d'Islande (Hans of Iceland) av Victor Hugo
- Odes av Victor Hugo
- The Bronze age av George Gordon Byron
- The Island av George Gordon Byron

## Födda
- 27 januari – Édouard Lalo (död 1892), fransk tonsättare.
- 18 februari – Jasper Francis Cropsey (död 1900), amerikansk målare.
- 11 mars – Alfred Stevens (död 1906), belgisk målare.
- 6 maj – Hermann Eschke (död 1900), tysk marinmålare.
- 9 maj – Thomas Dalziel (död 1906), brittisk gravör.
- 28 september – Alexandre Cabanel, (död 1889), fransk målare.
- okänt datum – Sophie Gengembre Anderson (död 1903), brittisk målare.

## Avlidna
- 7 februari – Ann Radcliffe (född 1764), romanförfattare.
- 21 februari – Charles Wolfe (född 1791), poet.
- 3 april – Erik Johan Stagnelius (född 1793), svensk författare.
- 10 april – Karl Leonhard Reinhold (född 1757), filosof.
- 15 april – Louis Deland (född 1772), svensk skådespelare.
- 19 augusti – Robert Bloomfield (född 1766), poet.
- 20 augusti – Friedrich Arnold Brockhaus (född 1772), utgivare av en encyklopedi.
- 11 september – David Ricardo (född 1772), politisk ekonom.

### Fotnoter
1. ↑  ”Stockholms företagsminnen”. Arkiverad från originalet den 14 januari 2012. https://web.archive.org/web/20120114103233/http://www.foretagsminnen.se/Artikelsamling/Textsida-lorem-Ipsum-dolor-sit-amet6/. Läst 20 juni 2011.